# Phapitréron à oreillons blancs
Phapitreron leucotis
Espèce
Statut de conservation UICN

 LC  : Préoccupation mineure
Le Phapitréron à oreillons blancs (Phapitreron leucotis) est une espèce d'oiseaux de la famille des Columbidae.

## Répartition

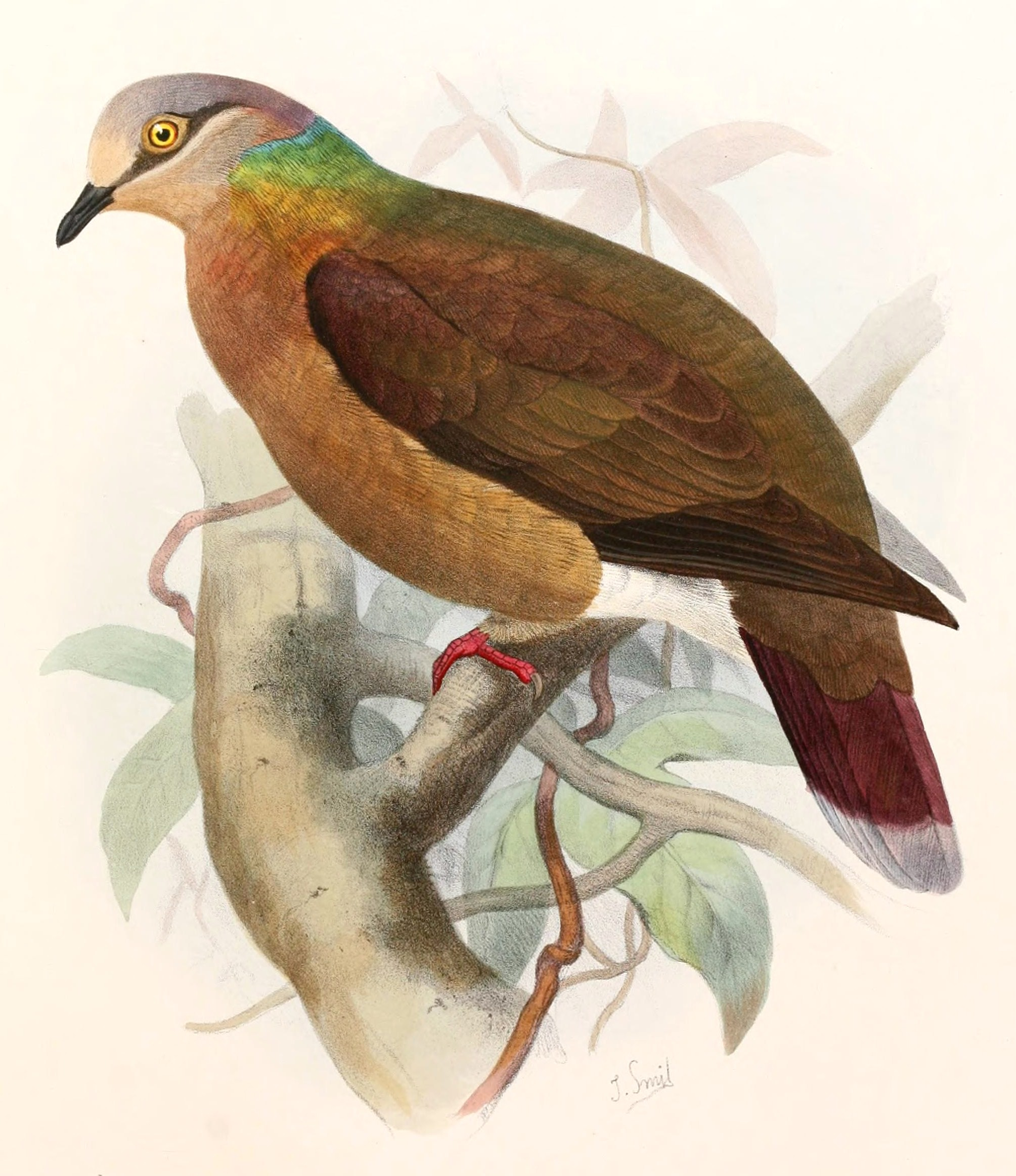
Dessin de la sous-espèce brevirostris par Joseph Smit.

Cette espèce est endémique des Philippines.